# Faustrecht der Freiheit
Faustrecht der Freiheit (bra: O Direito do Mais Forte é a Liberdade) é um filme dramático da Alemanha Ocidental de 1975 escrito e dirigido por Rainer Werner Fassbinder, estrelado por Fassbinder, Peter Chatel e Karlheinz Böhm. A trama acompanha as desventuras de um gay da classe trabalhadora que ganha na loteria e depois se apaixona pelo elegante filho de um industrial. Seu amante tenta moldá-lo em um espelho dourado dos valores da classe alta e, por fim, rouba sua fortuna da facilmente lisonjeada "Fox". O filme é um olhar incisivo sobre a relação entre dinheiro e emoções. O amor é visto como uma mercadoria que pode ser comprada com dinheiro e dura apenas enquanto for lucrativa.

## Elenco
- Rainer Werner Fassbinder como Franz "Fox" Bieberkopf
- Peter Chatel como Eugen
- Karlheinz Böhm como Max
- Harry Baer como Philip
- Adrian Hoven como Wolf Thiess, pai de Eugen
- Ulla Jacobsson como mãe de Eugen
- Christiane Maybach como Hedwig, irmã de Eugen
- Hans Zander como Springer, barman
- Kurt Raab como Wodka-Peter
- Karl Scheydt como Klaus
- Peter Kern como Fatty Schmidt, vendedor de flores
- Walter Sedlmayr como vendedor de carros
- Rudolf Lenz como Dr. Siebenkäss, advogado
- Bruce Low como médico de Fox
- Brigitte Mira como vendedora de loteria
- Evelyn Künneke como agente de viagens
- Barbara Valentin como esposa de Max
- Ingrid Caven como cantora de boate
- Marquard Bohm como soldado americano
- El Hedi ben Salem como Salem, homem em Marrocos
- Irm Hermann como Madame Cherie de Paris

## Eventos em exibições

Cartaz de lançamento nos cinemas franceses

Na primeira exibição na França, em 27 de janeiro de 1978, no Festival du film homosexuel, vinte militantes de extrema direita interromperam a exibição. Eles roubaram o dinheiro e causaram seis feridos.